# Valentin Madouas
Valentin Madouas (* 12. Juli 1996 in Brest) ist ein französischer Radrennfahrer.

## Karriere
Als Junior gewann Valentin Madouas im Jahr 2014 je eine Etappe des Grand Prix Général Patton und der Ronde des Vallées. In den Jahren 2015 und 2016 ging er für den Club Brest Iroise Cyclisme an den Start, wo er in seiner zweiten Saison bei der Kreiz Breizh Elites seine erste Etappe bei einem internationalen Eliterennen gewann. Weiters ging er im Jahr 2016 als Stagiaire für die Bretagne-Séché Environnement Mannschaft an den Start. Im Jahr 2017 wechselte er zum Team U Nantes Atlantique und wurde Siebter bei Paris–Roubaix Espoirs, dem U23-Ableger des gleichnamigen Rennens. Bei seiner zweiten Tour de l’Avenir belegte er den 15. Gesamtrang.
Mit dem Jahr 2018 wechselte Madouas zum Team Groupama-FDJ, für das er bereits am Ende der vorherigen Saison als Stagiaire gefahren war. Er sicherte sich die Nachwuchswertung der Tour du Haut Var und Route d’Occitanie und gewann nach Platz zwei bei Paris–Camembert das Eintagesrennen Paris–Bourges. Weiters wurde er Fünfter bei Paris–Tours. Im Frühjahr des Jahres 2019 gewann er die Nachwuchswertung des Étoile de Bessèges und belegte nach zwei zweiten Plätzen bei der Faun-Ardèche Classic und La Drôme Classic den achten Rang beim Amstel Gold Race. Zudem gab er mit dem Giro d’Italia 2019 sein Grand Tour-Debüt und beendete diesen auf dem 13. Gesamtrang. Im Jahr 2020, das maßgeblich von der COVID-19-Pandemie beeinflusst wurde, wurde er beim Grand Prix Cycliste La Marseillaise erneut Zweiter eines französischen Eintagesrennens. Ende August bestritt er die Tour de France 2020 und wurde 27. des Gesamtklassements. Ein Jahr später gewann er nach zwei sieglosen Jahren das Eintagesrennen Polynormande.
Im Jahr 2022 sicherte sich Madouas die Bergwertung von Paris–Nizza, ehe er erneut bei den Frühjahres-Klassikern an den Start ging. Nach den Plätzen sieben und elf bei E3 Harelbeke und Dwars door Vlaanderen war er bei der Flandern-Rundfahrt ein Teil der ersten Verfolgergruppe, die auf der Zielgeraden zu den beiden Führenden aufschloss. Im Zielsprint belegte er hinter Mathieu van der Poel und Dylan Van Baarle den dritten Rang und stand somit erstmals auf dem Podium eines Monuments des Radsports. Bei der Tour de France 2022 fuhr er als Helfer von David Gaudu und belegte dennoch den 10. Rang in der Gesamtwertung. Am Ende der Saison sicherte er sich zunächst die Bergwertung der Tour du Limousin, ehe er das Eintagesrennen der Tour du Doubs gewann und zwei Etappen der Luxemburg-Rundfahrt für sich entschied, die er auf dem dritten Gesamtrang beendete.

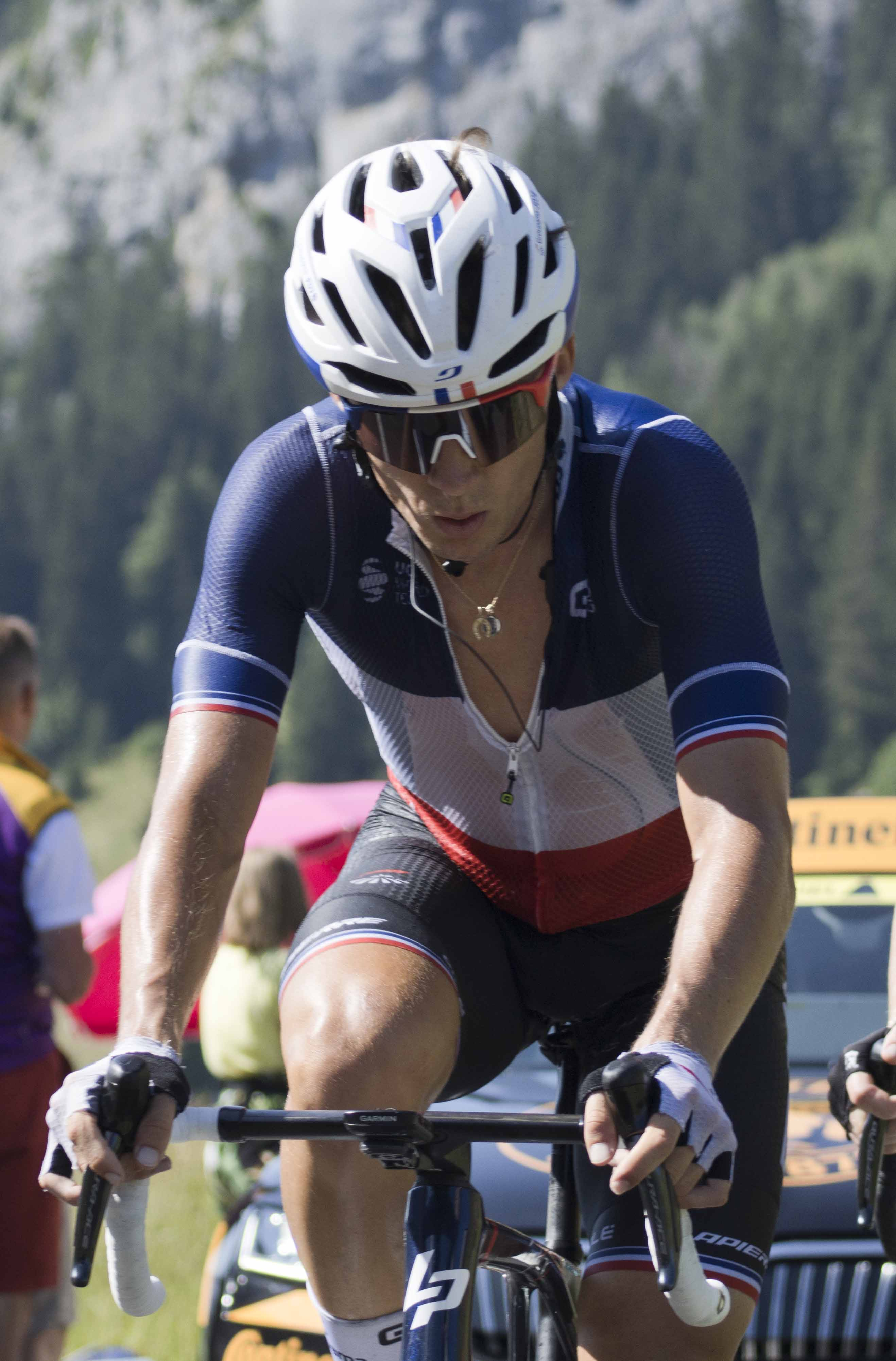
Valentin Madouas im Trikot des französischen Meisters bei der Tour de France 2023

Im Frühjahr der Saison 2023 wurde Madouas hinter Thomas Pidcock Zweiter der Strade Bianche und beendete Lüttich–Bastogne–Lüttich auf dem fünften Rang. Im Vorfeld der Tour de France 2023, die er erneut als Helfer bestritt, sicherte er sich den französischen Meistertitel im Straßenrennen, wobei er die letzten 20 Kilometer als Solist zurücklegte. Am Ende der Saison gewann er mit der Bretagne Classic Ouest-France erstmals ein Rennen der UCI WorldTour, wobei er sich im Sprint aus einer kleinen Gruppe durchsetzte.
Im Frühjahr 2024 platzierte sich Madouas beim Amstel Gold Race und bei Lüttich–Bastogne–Lüttich jeweils unter den besten Zehn; bei der Tour de France 2024 blieb er ohne vordere Resultate. Bei den Olympischen Spielen 2024 in Paris gewann er mit 1:11 Minuten Rückstand auf Remco Evenepoel im Straßenrennen die Silbermedaille.

## Familie
Sein Vater, Laurent Madouas, war ebenfalls von 1989 bis 2001 professioneller Radrennfahrer.

## Erfolge
2014
- eine Etappe Grand Prix Général Patton
- eine Etappe Ronde des Vallées

2016
- eine Etappe Kreiz Breizh Elites

2018
- Paris–Bourges
- Nachwuchswertung Route d’Occitanie
- Nachwuchswertung Tour du Haut-Var

2019
- Nachwuchswertung Étoile de Bessèges

2021
- La Poly Normande

2022
- Bergwertung Paris–Nizza
- Bergwertung Tour du Limousin
- Tour du Doubs
- zwei Etappen Luxemburg-Rundfahrt

2023
- Französischer Meister – Straßenrennen
- Bretagne Classic

2024
- Olympisches Straßenrennen

## Wichtige Platzierungen
| Grand Tour            | 2018 | 2019 | 2020 | 2021 | 2022 | 2023 | 2024 | 2025 |
| --------------------- | ---- | ---- | ---- | ---- | ---- | ---- | ---- | ---- |
| Giro d’ItaliaGiro     | –    | 13   | –    | –    | –    | –    | –    | –    |
| Tour de FranceTour    | –    | –    | 27   | 42   | 10   | 20   | 25   | 21   |
| Vuelta a EspañaVuelta | –    | –    | –    | –    | –    | –    | –    |      |

| Monument                 | 2018 | 2019 | 2020 | 2021 | 2022 | 2023 | 2024 |
| ------------------------ | ---- | ---- | ---- | ---- | ---- | ---- | ---- |
| Mailand–Sanremo          | –    | –    | –    | –    | –    | –    | –    |
| Flandern-Rundfahrt       | –    | –    | 14   | 39   | 3    | DNF  | 16   |
| Paris–Roubaix            | –    | –    | –    | –    | 34   | –    | –    |
| Lüttich–Bastogne–Lüttich | 129  | 31   | 25   | 83   | 34   | 5    | 7    |
| Lombardei-Rundfahrt      | –    | 97   | –    | –    | –    | 27   |      |